# Herb Gray

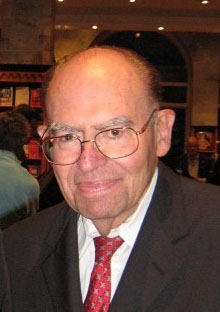
Herb Gray (2008)

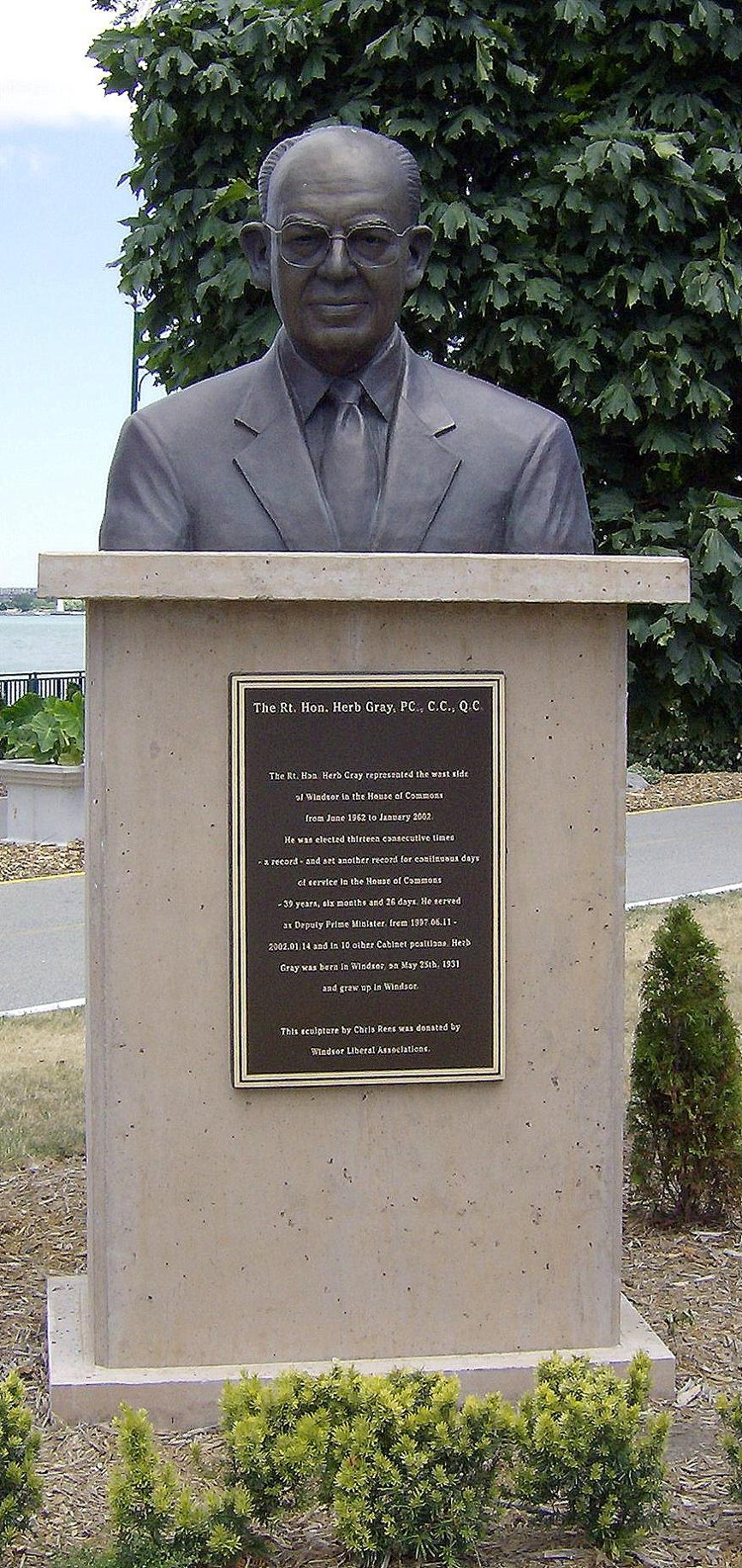
Bronzestatue des Bildhauers Christopher Rees in Grays Geburtsstadt Windsor

Herbert Eser „Herb“ Gray PC CC QC (* 25. Mai 1931 in Windsor, Ontario; † 21. April 2014 in Ottawa) war ein kanadischer Jurist und Politiker der Liberalen Partei Kanadas, der über 39 Jahre lang Abgeordneter des Unterhauses sowie mehrmals Minister und zeitweise Vize-Premierminister war und zuletzt Kanzler der Carleton University war.

## Leben

### Rechtsanwalt, Unterhausabgeordneter und Minister
Nach dem Besuch des Kennedy Collegiate Institute absolvierte Gray ein Studium der Wirtschaftswissenschaften an der McGill University in Montreal, das er 1952 mit einem Bachelor of Commerce (B.Comm.) abschloss. Ein darauf folgendes Studium der Rechtswissenschaften an der Osgoode Hall Law School der York University in Toronto beendete er mit einem Bachelor of Laws (LL.B.). Nach Beendigung des Studiums nahm er eine Tätigkeit als Rechtsanwalt auf.
Bei der Unterhauswahl am 18. Juni 1962 wurde Gray als Kandidat der Liberalen Partei erstmals zum Abgeordneten in das Unterhaus gewählt und gehörte diesem bis zu seinem Mandatsverzicht am 15. Januar 2002 mehr als 39 Jahre an, und zwar zunächst als Vertreter des Wahlkreises Essex West sowie zuletzt seit der Unterhauswahl vom 25. Juni 1968 für den Wahlkreis Windsor West. Zu Beginn seiner Abgeordnetentätigkeit war er vom 18. Januar 1966 bis zum 23. April 1968 Vorsitzender des Ständigen Ausschusses für Finanzen, Handel und Wirtschaftsangelegenheiten und übernahm am 30. August 1968 sein erstes Regierungsamt als Parlamentarischer Sekretär beim Finanzminister.
Im Anschluss wurde er am 20. Oktober 1969 von Premierminister Pierre Trudeau als Minister ohne Geschäftsbereich erstmals in das 20. kanadische Kabinett berufen, in dem er am 24. September 1970 das Amt des Ministers für nationale Einkünfte übernahm. Im Rahmen einer erneuten Regierungsumbildung übernahm Gray am 27. November 1972 das Amt des Ministers für Konsumenten- und Unternehmensangelegenheiten und behielt dieses Ministeramt bis zum 7. August 1974.
Nachdem er mehrere Jahre kein Regierungsamt innegehabt hatte, wurde Gray am 3. März 1980 von Premierminister Trudeau in die 22. Regierung Kanadas berufen, und zwar zuerst als Minister für Industrie, Handel und Gewerbe sowie anschließend vom 12. Januar bis zum 29. September 1982 als Minister für regionale wirtschaftliche Expansion. Im Anschluss wurde er am 30. September 1982 Präsident des Schatzamtes und behielt diese Funktion vom 30. Juni bis zum 16. September 1984 auch in der von Trudeaus Nachfolger John Turner gebildeten kurzlebigen 23. Regierung Kanadas. Zuletzt war er zwischen 1981 und 1984 auch zuständiger Regionalminister im Kabinett für die Provinz Ontario.

### Fraktionsvorsitzender und Vize-Premierminister
Nach der Wahlniederlage der Liberalen Partei bei der Unterhauswahl vom 4. September 1984 wurde Gray am 18. September 1984 als Vorsitzender der Fraktion der Liberalen Partei der Oppositionsführer im Unterhaus (Opposition House Leader) und übte diese Funktion bis zum 7. Februar 1990 aus. Zuletzt war er in dieser Zeit vom 1. Januar 1989 bis zum 7. Februar 1990 auch Vize-Vorsitzender der Liberalen Partei und damit Stellvertreter des Parteivorsitzenden John Turner. Nach dem Rücktritt Turners als Parteivorsitzender wurde er am 8. Februar 1990 geschäftsführender Führer der Opposition und behielt diese Funktion bis zu seiner Ablösung durch Jean Chrétien am 20. Dezember 1990.
Nachdem er zwischen Januar 1991 und November 1993 Sprecher der liberalen Opposition für Finanzen im Unterhaus war, wurde Gray nach dem Wahlsieg der Liberalen Partei bei der Unterhauswahl vom 25. Oktober 1993 wieder Fraktionsvorsitzender und war als solcher nunmehr bis zum 27. April 1997 Vorsitzender der Regierungspartei im Unterhaus (Leader of the Government in the House of Commons). Zugleich wurde er von Jean Chrétien, der nach dem Wahlerfolg neuer Premierminister wurde und das 26. Kabinett Kanadas bildete, zunächst bis zum 10. Juni 1997 Solicitor General.
Im Anschluss war Gray, der zwischen November 1993 und 2003 auch wieder zuständiger Regionalminister für die Provinz Ontario war, als Nachfolger von Sheila Copps vom 11. Juni 1997 bis zu seiner Ablösung durch John Manley am 14. Januar 2002 Vize-Premierminister in Chrétiens Regierung. Darüber hinaus fungierte er vom 12. März 1998 bis zum 14. Januar 2002 auch als zuständiger Minister für das Millenniumsbüro Kanadas. Zwischen 1997 und 2002 war auch abermals Vize-Vorsitzender der Liberalen Partei.
Am 15. Januar 2002 legte er seine Regierungsämter und das Unterhausmandat nieder und wurde Vorsitzender der kanadischen Vertretung der Internationalen Gemeinsamen Kommission, eine binationale Organisation der USA und Kanadas bezüglich der Grenzen und Grenzgewässer zwischen beiden Staaten.
Aufgrund seiner jahrzehntelangen politischen und juristischen Verdienste wurde Gray, der auch einen Doktor der Rechte (LL.D.) honoris causa besitzt, am 8. Mai 2003 zum Companion des Order of Canada ernannt. 2004 wurde er auch Ehren-Oberst des 21. Windsor Service Battalion.
Seit 2008 war er Nachfolger von Marc Garneau als Kanzler der Carleton University.

## Veröffentlichungen
- Foreign direct investment in Canada, Ottawa, Information Canada, 1972
- Investissements étrangers directs au Canada, Ottawa, Information Canada, 1972
- Views on the Arab boycott and its implications for Canada, Mitherausgeber Phil Baum und Howard Stanislawski, Ottawa, 1976